# Verlag Neues Vaterland

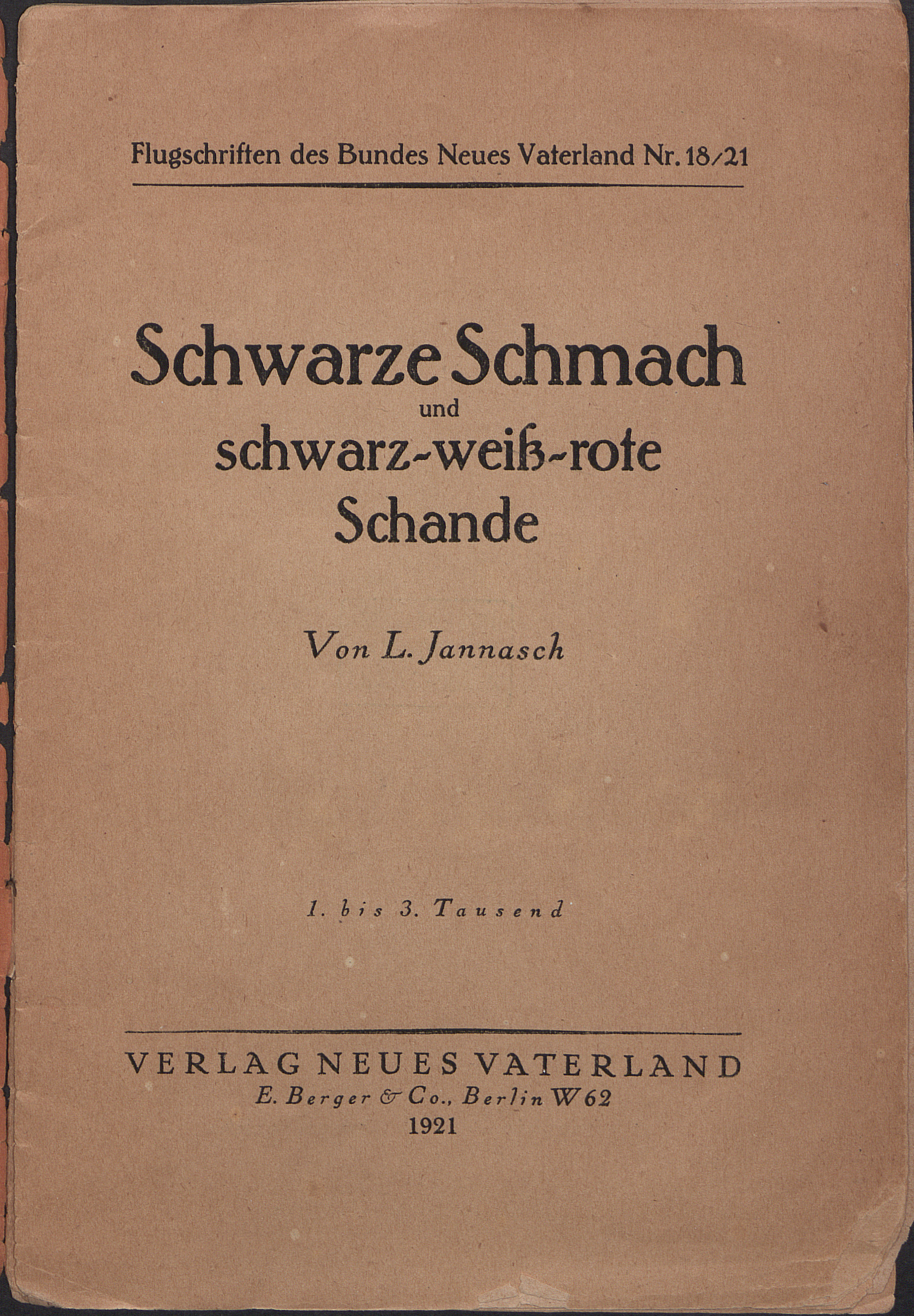
Buch von 1921

Der Verlag Neues Vaterland war ein Verlag in Berlin von 1914 bis 1933.

## Geschichte
Anfang Oktober 1914 gründete Lilli Jannasch den Verlag Neues Vaterland in Berlin. Im November wurde der Bund Neues Vaterland gegründet. Dieser publizierte in dem Verlag zahlreiche Schriften und Flugblätter für die Beendigung des Krieges. Seit Ende 1918 war Erwin Berger der Inhaber von Verlag Neues Vaterland E. Berger & Co.
1933 stellte dieser seine Tätigkeiten ein. 1938 wurden einige seiner  Publikationen auf die Liste der unerwünschten Literatur gesetzt.

## Publikationen (Auswahl)
Im Verlag Neues Vaterland erschienen pazifistische und gesellschaftskritische Schriften.
- Karl Kautsky: Terrorismus und Kommunismus. Ein Beitrag zur Naturgeschichte der Revolution, 1919
- Otto Lehmann-Rußbüldt: Jung Frìhling, 1919
- Magnus Schwantje: Friedensheldentum. Pazifistische Aufsätze aus der Zeitschrift „Ethische Rundschau“, 1914 und 1915., 1919
- Kurt Eisner: Schuld und Sühne. Mit einer Einleitung von Heinrich Ströbel (= Flugschriften des Bundes Neues Vaterland, 12), 1919
- Hugo Haase: Reichstagsreden gegen die deutsche Kriegspolitik, 1919
- Walther Borgius: Der Völkerbund. Seine Kultur- und Wirtschaftsaufgaben, 1919
- Wilhelm Bölcke: Deutschlands neue Wehrmacht, 1919
- Oskar Münsterberg: Hohe Arbeitslöhne. Eine wirtschaftliche Notwendigkeit, 1919
- Alfons Horten: Sozialisierung und Wiederaufbau. Praktische Vorschläge zur Sozialisierung und zur Wiederaufrichtung unseres Wirtschaftslebens, 1920
- Karl Kautsky: Delbrück und Wilhelm II.Ein Nachwort zu meinem Kriegsbuch, 1920
- Heinrich Ströbel: Die Aufgaben der Arbeiterinternationale (= Flugschriften des Bundes Neues Vaterland, 28), 1922
- Magnus Schwantje: Das Recht zur Gewaltanwendung, 1922
- Charles Richet: Der Mensch ist dumm. Satirische Bilder über die Geschichte der menschlichen Dummheit, 1922

Weitere Autoren waren Lili Jannasch, Casimir von Leyden, Hellmut von Gerlach, Hans Paasche und andere.